# Сажа

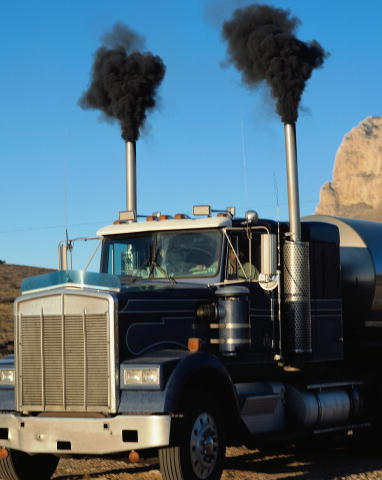
Викид сажі з дизельного двигуна вантажівки Kenworth W900.

Са́жа, аморфний вуглець або технічний вуглець — порошкоподібний залишок від неповного окиснення вуглецевмісних речовин. В давнину використовувались дві форми слова: сажа і саджа (в Галичині).

## Загальний опис
Сажа складається переважно з аморфного вуглецю.
Сажа — аморфний вуглець, продукт неповного згоряння чи термічного розкладання вуглеводнів в неконтрольованих умовах. У великих кількостях її використовують для приготування чорної фарби в поліграфічній і лакофарбовій промисловості. У Франції за часів Карла II виготовляли ваксу з використанням сажі.
Термін «сажа» іноді неточно застосовують для найменування вуглецевого продукту — технічного вуглецю, виробленого в промислових масштабах для наповнення гум та інших пластичних мас.
Розмір частинок крупної лампової сажі — 95 нм, пічної сажі — 50–15 нм, газової сажі — 10–30 нм. Питома поверхня саж, які використовуються для посилення гуми,  становить 25–200 м²/г, а для саж, які використовуються як пігменти — 20–1000 м²/г.

## Різновиди
За способом виробництва сажі ділять на три групи: канальні, пічні та термічні.
Канальні (дифузійні) сажі отримують при неповному спалюванні природного газу або його суміші з маслом (наприклад, антраценовим) в так званих пальникових камерах, обладнаних щілинними пальниками. Усередині камер розташовані охолоджувальні поверхні, на яких сажа осідає з дифузійного полум'я.
Пічні сажі отримують при неповному спалюванні масла, природного газу або їх суміші в факелі, створюваному спеціальним пристроєм в реакторах (печах). Сажа у вигляді аерозолю виноситься з реактора продуктами згоряння і вловлюється спеціальними фільтрами.
Термічні сажі отримують в спеціальних реакторах при термічному розкладанні природного газу без доступу повітря. Термічна сажа входить в категорію частинок, небезпечних для легень, бо частинки менше п'яти мікрометрів в діаметрі не відфільтровуються у верхніх дихальних шляхах. Дим від дизельних двигунів, що складається в основному із сажі, вважається особливо небезпечним через те, що його частинки призводять до раку.
Лампова сажа отримується при неповному згоранні багатого на ароматику палива, яке згорає на плоских подах печей. Характеризується широким розподілом за розмірами частинок.

## Використання
Сажу використовують як наповнювач для гуми й пластмас, пігмент для друкарської фарби, виробництва туші для малювання.
Лампова кіптява — це чорний пігмент, який отримують шляхом спалювання органічних матеріалів, таких як рослинні олії, смоли, нафтові продукти. У результаті цього процесу утворюється дрібнодисперсний порошок, що складається переважно з вуглецю. Він має глибокий чорний колір (може мати теплий відтінок), високу покривну здатність і добру адгезію до різних поверхонь. Цей пігмент використовувався з доісторичних часів, 4000 років тому в Єгипті та Китаї його змішували зі смолами, та отримували чорнило.
Газова сажа — назва чорного пігменту (особливо художньої), який отримують шляхом спалювання природного газу або рідкого палива в спеціальних камерах. він має дрібніші, рівномірніші частинки, вищий ступінь чистоти ніж Лампова кіптява. Має інтенсивний чорний, ближчий до холодного відтінку.

## Приклади художнього використання

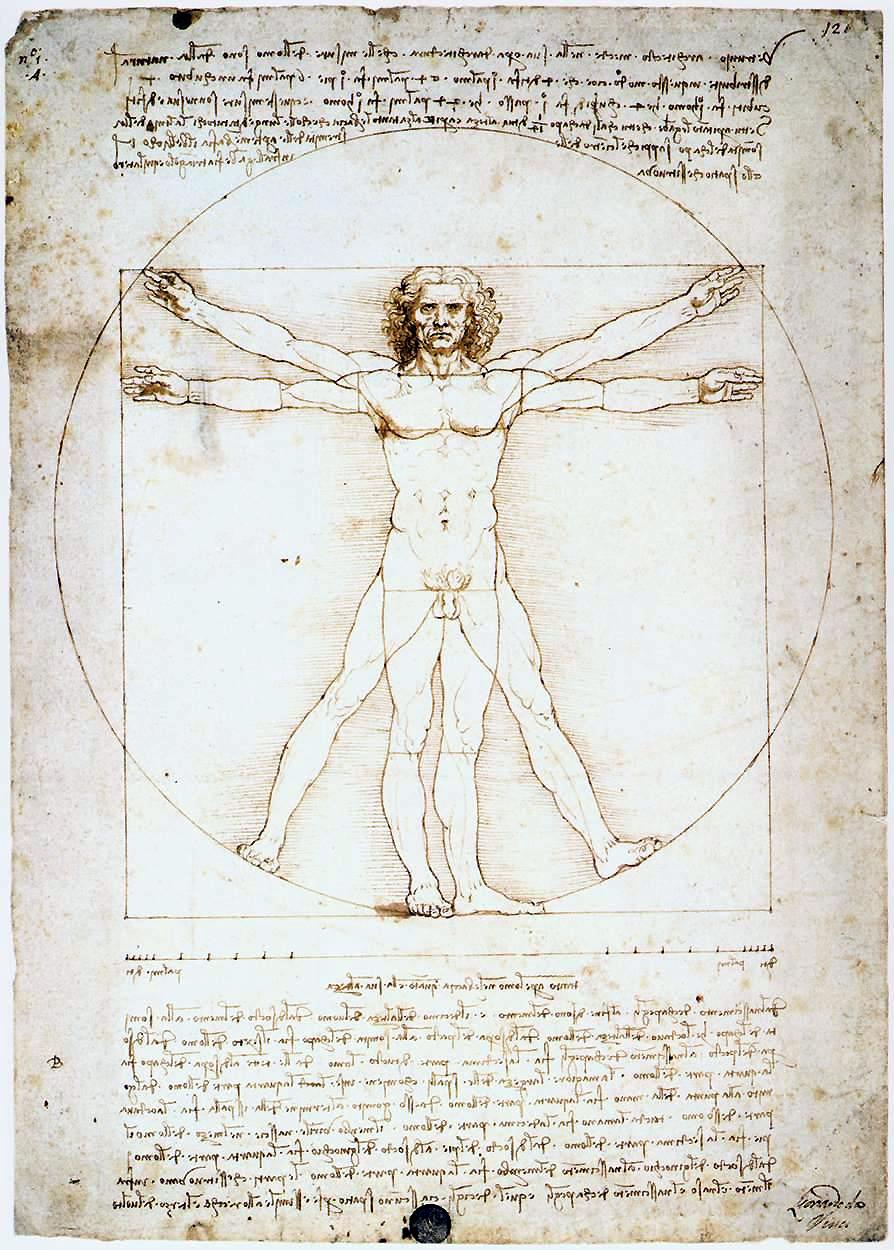
Леонардо да Вінчі – етюди та малюнки. Багато його креслень та ескізів виконані чорнилом на основі сажі, включно з ламповою кіптявою. Наприклад, «Вітрувіанська людина».
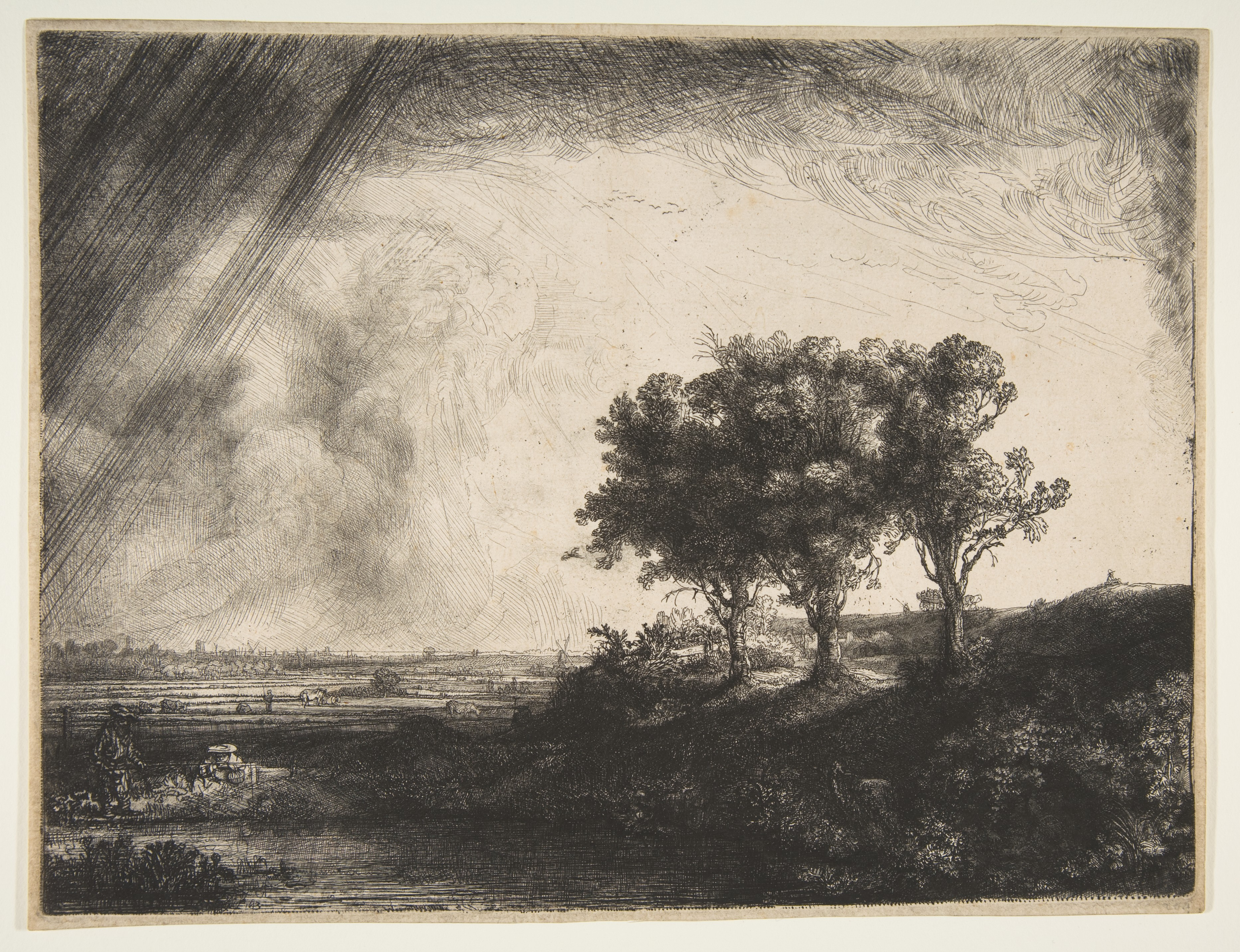
Рембрандт – офорти та рисунки. Використовував туш, виготовлену з лампової кіптяви, у своїх графічних роботах, наприклад, «Три дерева» (1643).
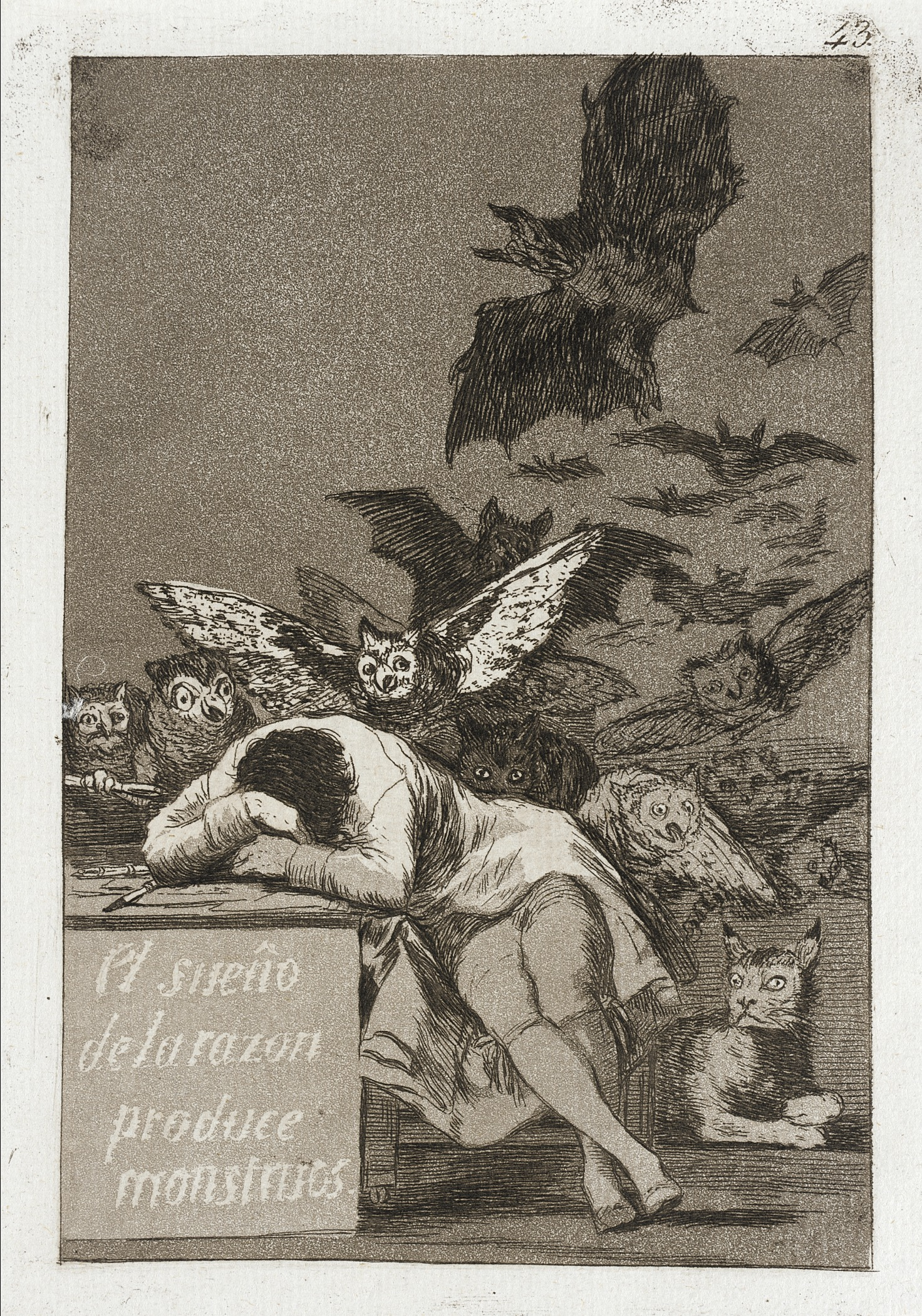
Франсіско Гойя – серія «Капрічос». Чорнило та акварель на основі лампової кіптяви використовувалися для створення гравюр і малюнків.
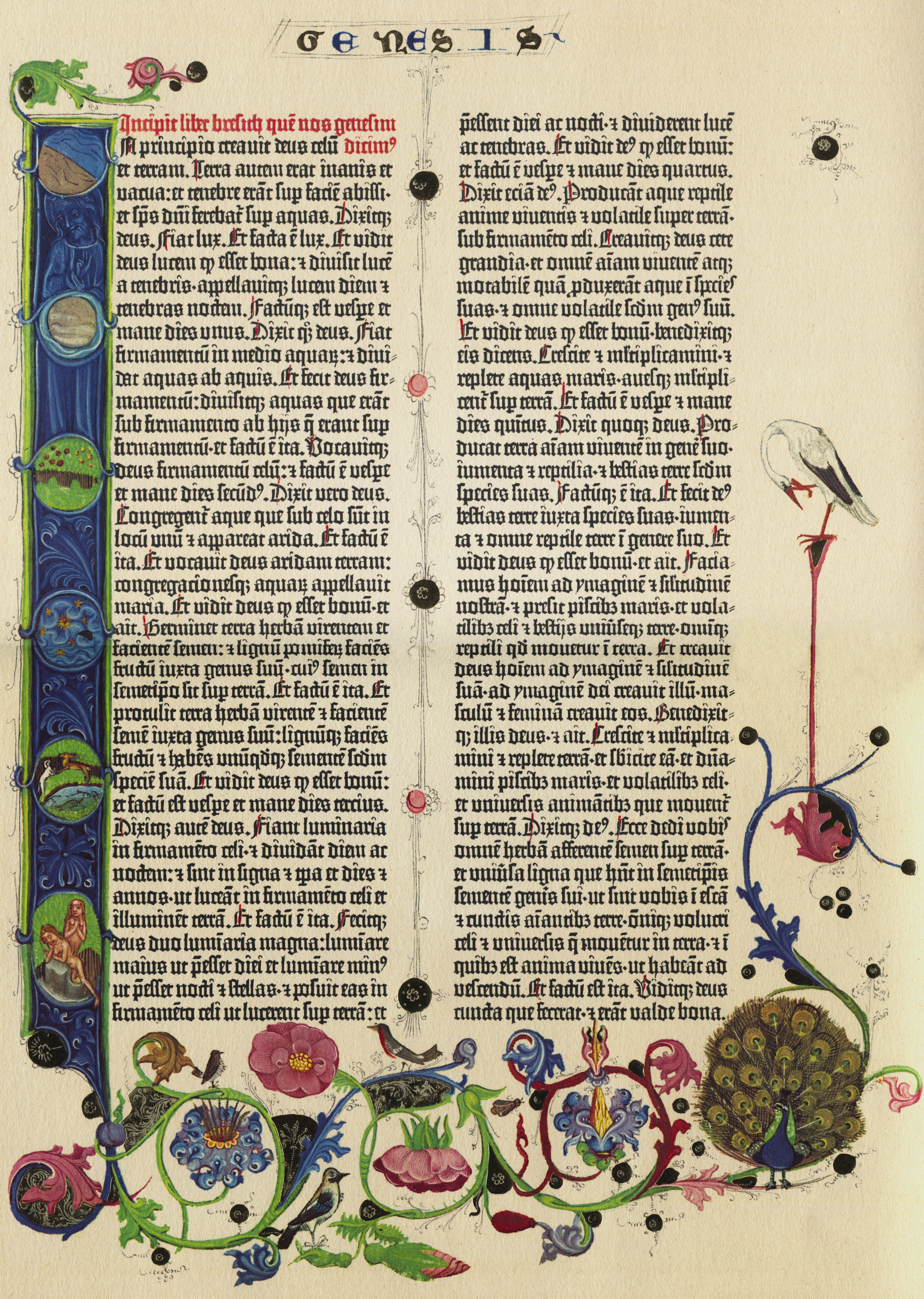
Біблія Гутенберга (1455). Одна з перших друкованих книг, створених Йоганном Гутенбергом у техніці друкарства з рухомими літерами. Чорнило містило лампову кіптяву, змішану з лляною олією та іншими сполучними речовинами.